# Oblężenie Wołokołamska (1612)
Oblężenie Wołokołamska (Oblężenie Wołoka) – oblężenie moskiewskiego garnizonu miasta Wołokołamsk (określanego też jako Wołok) przez polskie wojska króla Zygmunta III Wazy w początku grudnia 1612.
Idące z Wilna przez niedawno zdobyty Smoleńsk oddziały królewskie liczące około 3700 żołnierzy po połączeniu się 16 listopada pod Wiaźmą z ok. 2000 żołnierzy Jana Karola Chodkiewicza podążały z odsieczą dla polskiego garnizonu na moskiewskim Kremlu i Kitajgrodzie. Przemarsz wojsk był trudny ze względu na utrudniającą aprowizację porę i to, że oddziały od dawna nie otrzymywały żołdu, w związku z czym miały niskie morale i bardzo wolno się posuwały. Marsz kontynuowano nawet po otrzymaniu informacji, że 6 listopada 1612 skapitulował polski garnizon w Moskwie. 28 listopada król wysłał do Moskwy Aleksandra Zborowskiego, Andrzeja Młockiego, Daniela Mezeckiego i Iwana Gramotina, którzy mieli podjąć rokowania z oddziałami powstańców moskiewskich. Po dotarciu do Wołokołamska (Wołoka) rozpoczęto oblężenie, jednak po trzech niemrawo przeprowadzonych szturmach postanowiono poczekać w Fiedorowsku na powrót Zborowskiego, jednak król wkrótce zmienił zdanie i 7 grudnia zawrócił do Smoleńska, paląc po drodze Możajsk i Wiaźmę.